# 雨神角蟾
雨神角蟾（学名：Boulenophrys ombrophila），一种于中华人民共和国福建省武夷山市武夷山国家级自然保护区挂墩村发现的两栖动物，隶属于角蟾科布角蟾属。

## 形态特征
雨神角蟾体型小，雄蟾体长27.4～34.5毫米，雌蟾体长32.8～35.0毫米。身体背面皮肤粗糙，呈亮棕色，眶间具深棕色的三角形斑，背部有深棕色的“Y”斑纹；身体腹面光滑，为浅棕色和橘黄色，并带有深棕色条纹平行于身体轴线。从喉部中间到胸部有一些显著的条纹。

## 保护
本种于2023年被收录入《有重要生态、科学、社会价值的陆生野生动物名录》。